# Notodelphyopsis perplexa
Notodelphyopsis perplexa är en kräftdjursart som beskrevs av Rolf Dieter Illg 1958. Notodelphyopsis perplexa ingår i släktet Notodelphyopsis och familjen Notodelphyidae. Inga underarter finns listade i Catalogue of Life.